# Patrick H. Reason
Pour les articles homonymes, voir Reason.
Patrick Henry Reason (d'abord appelé Patrice Rison), né le 17 mars 1816 à New York et mort le 12 août 1898, est l'un des premiers graveurs et lithographes afro-américains aux États-Unis. Il est actif en tant qu'abolitionniste (avec son frère Charles Lewis Reason ). Il est un chef de file dans un ordre fraternel, obtenant la reconnaissance de Hamilton Lodge n ° 710 à New York, dans le cadre du Grand Ordre Unifié des compagnons différents en Amérique.

## Biographie

### Jeunesse et éducation

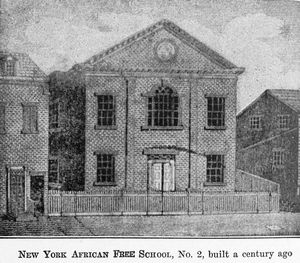
Réimpression du dessin de Reason de l'école libre africaine n ° 2

Il naît en 1816 à New York, dans une fratrie de quatre enfants. Son père, Michel Rison, est originaire de l'île Sainte-Anne, en Guadeloupe, et sa mère, Elizabeth Melville, est originaire de Saint-Domingue, l'ancienne colonie française qui obtient son indépendance sous le nom d'Haïti. Il est baptisé Patrice Rison en avril 1816 à l'église catholique Saint-Pierre. Sa sœur Policarpe meurt à l'âge de quatre ans en 1818.
Avec ses deux frères Elver et Charles L. Reason, Patrick fréquente l' African Free School de New York. À l'âge de 13 ans, son dessin du bâtiment de l'école est gravé pour le frontispice du livre "History of the New-York African Free-Schools" écrit par Charles C. Andrews et publié en 1830. Il est apprenti chez Stephen Henry Gimber (1806-1862), un graveur et lithographe anglais de la ville.

### Carrière

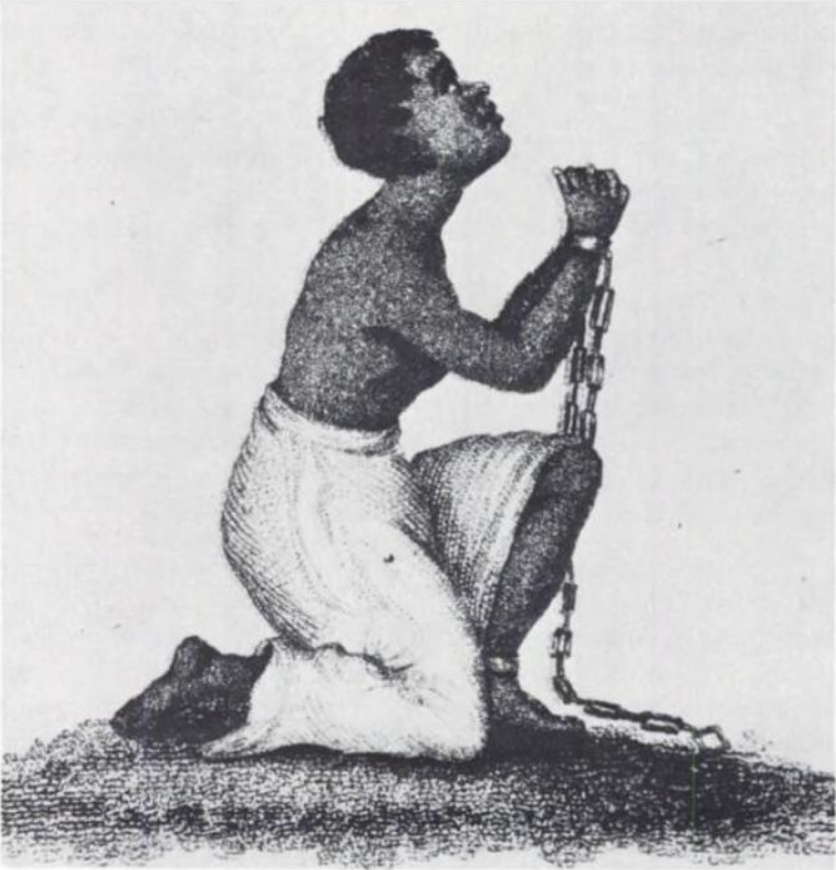
Gravure d'une esclave agenouillée, 1835, Patrick H. Reason.

Patrick H. Reason créé son propre atelier, où il grave des portraits et d'autres images pour des livres et des périodiques anti-esclavagistes et autres, ainsi que pour des particuliers. Ses gravures incluent une version de 1835 de l'esclave agenouillée ; un portrait de 1840 du sénateur américain Benjamin Tappan (R-Ohio); le portrait en frontispice de l'autobiographie de 1849 d'Henry Bibb, un fugitif de l'esclavage devenu conférencier abolitionniste ; et la plaque de cercueil de Daniel Webster . Un portrait lithographié de 1840 d'Henry Bibb est également attribué à Patrick Reason .
En tant que membre de la New York Philomathean Society, Patrick H. Reason et d'autres personnes demandent à faire partie d'une organisation fraternelle américaine, l'Independent Order of Odd Fellows , mais cela leur est refusé. Ils obtiennent la reconnaissance du Grand Ordre Unifié des compagnons différents en Amérique, basé au Royaume-Uni, sous le nom de Philomathean Lodge n ° 646 (qui à son tour a institué Hamilton Lodge n ° 710), New York. Patrick H. Reason conçoit le certificat d'adhésion, est pendant un temps grand maître de la loge et, en 1858, créé le diplôme Ruth, le premier à être conféré aux membres féminins.
En 1869, il s'installe avec sa famille à Cleveland, dans l'Ohio. Là, il rejoint la société Sylvester Hogan, où il crée des bijoux et grave des plaques jusqu'à sa mort, le 12 août 1898.

### Mariage et famille
En 1862, Patrick H. Reason épouse Esther Cunningham (1835-1920) de Leeds en Angleterre. Leur fils, Charles Lewis Reason (nommé d'après le frère de Patrick), naît en 1867. Il devient médecin et exerce la médecine à Cleveland, dans l'Ohio. Sa femme meurt avant qu'ils aient des enfants. Charles Reason meurt veuf à Elyria, au sud-ouest de Cleveland. Il n'a pas de descendance,.